# مهدی رستمی
مهدی رستمی چری (زادهٔ ۱۳ اسفند ۱۳۶۹  تهران) بازیکن فوتبال اهل ایران است که در پست مدافع بازی می‌کند.

## دوران باشگاهی

### نفت مسجدسلیمان
وی اولین بازی خود در لیگ برتر خلیج فارس را در هفته چهارم لیگ برتر فوتبال ایران ۹۹–۱۳۹۸، مقابل باشگاه فوتبال سپاهان اصفهان انجام داد.